# Parahephaestion malleri
Parahephaestion malleri är en skalbaggsart som först beskrevs av Julius Melzer 1930.  Parahephaestion malleri ingår i släktet Parahephaestion och familjen långhorningar. Inga underarter finns listade i Catalogue of Life.